# Arnoglossus scapha
Arnoglossus scapha — риба родини Ботових (Bothidae), ряду камбалоподібних. Відома під назвою англ. witch — відьма. Поширений у західній Пацифіці вздовж берегів Китаю і Нової Зеландії. Морська глибоководна риба, що живе на глибинах до 400 м, досягає довжини 28,1 см.